# Saint-Mary
Saint-Mary is een gemeente in het Franse departement Charente (regio Nouvelle-Aquitaine) en telt 365 inwoners (1999). De plaats maakt deel uit van het arrondissement Confolens.

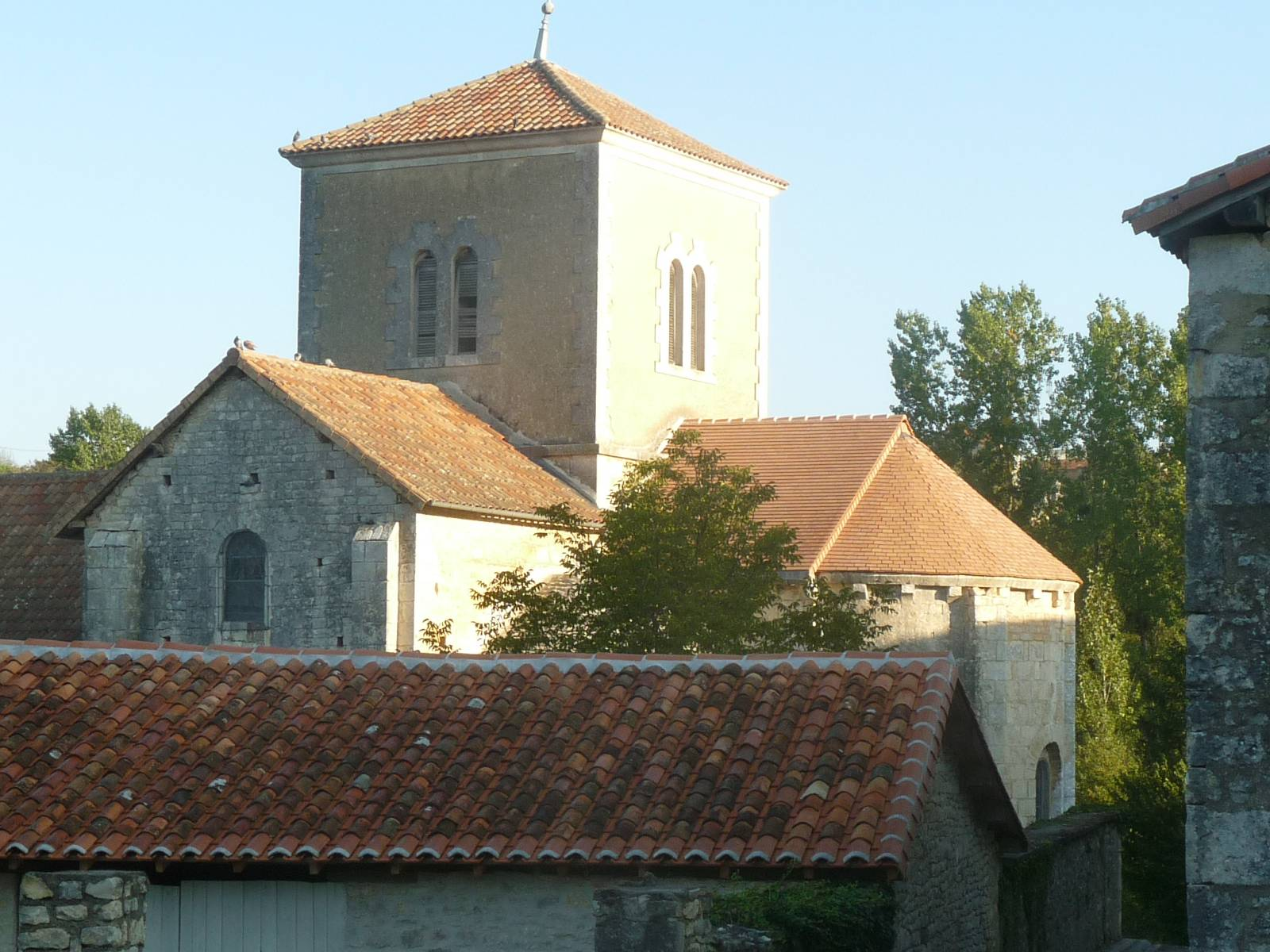
Kerk van Saint-Mary
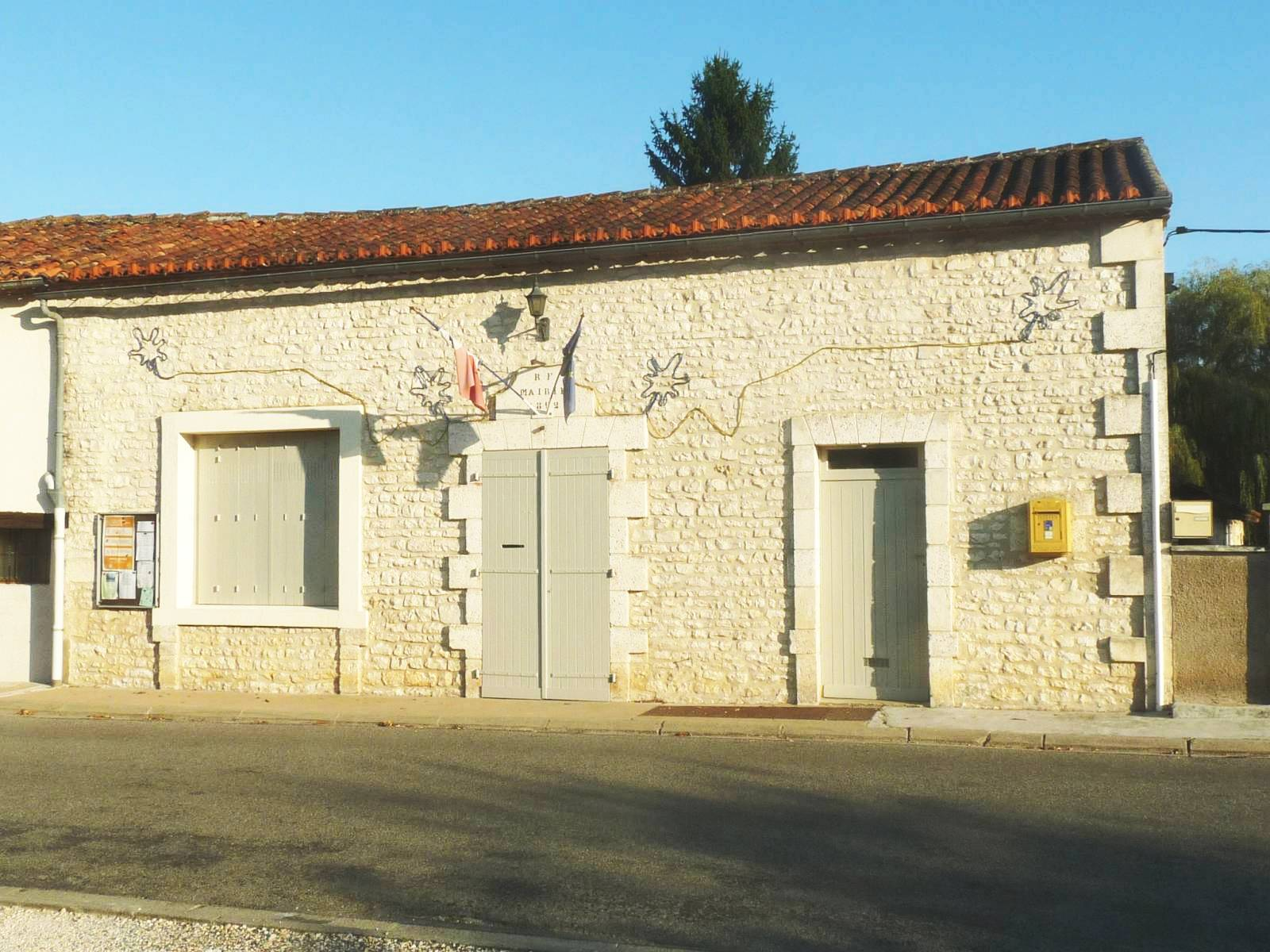
Gemeentehuis
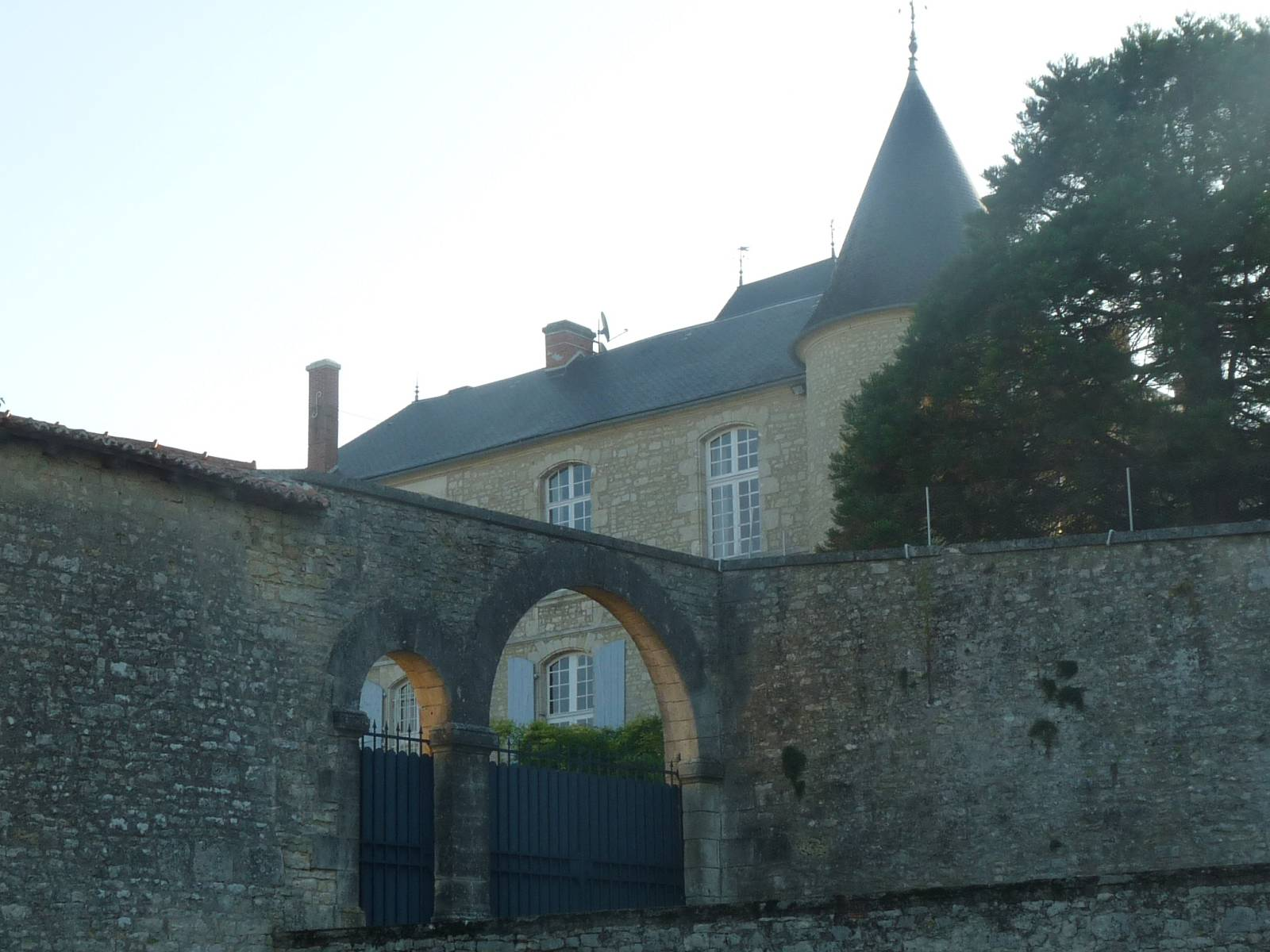
Kasteel van Saint-Mary

## Geografie
De oppervlakte van Saint-Mary bedraagt 21,9 km², de bevolkingsdichtheid is 16,7 inwoners per km².
De onderstaande kaart toont de ligging van Saint-Mary met de belangrijkste infrastructuur en aangrenzende gemeenten.

## Demografie
Onderstaande figuur toont het verloop van het inwonertal (bron: INSEE-tellingen).